# الی موریسون
الی موریسون (انگلیسی: Allie Morrison؛ ۲۹ ژوئن ۱۹۰۴ – ۱۸ آوریل ۱۹۶۶) کشتی‌گیر اهل ایالات متحده آمریکا بود.
وی در مسابقات کشوری و بین‌المللی در مجموع برندهٔ ۱ مدال طلا شده‌است.